# روزگار ما
روزگار ما فیلمی مستند در دو اپیزود، ساخته رخشان بنی اعتماد در سال ۱۳۸۰ است.

## بازیگران
| بازیگر         | نقش            |
| -------------- | -------------- |
| باران کوثری    | باران کوثری    |
| پگاه آهنگرانی  | پگاه آهنگرانی  |
| رضا داوودنژاد  | رضا داودنژاد   |
| میلاد صدرعاملی | میلاد صدرعاملی |
| آرزو بیات      | آرزو بیات      |

## خلاصه فیلم
اپیزود اول:
در هشتمین دوره انتخابات ریاست جمهوری (۱۳۸۰) عده‌ای از جوانان بازیگر سینما که برای اولین بار می‌توانند رأی بدهند ستاد انتخاباتی رأی اولی‌ها را در حمایت از سید محمد خاتمی تشکیل می‌دهند. این بخش از لحظات اول راه اندازی ستاد شروع می‌شود و تا زمان انتخابات ادامه می‌یابد. در پایان اعضای ستاد با شادی و خندهٔ دسته جمعی دور می‌شوند.
اپیزود دوم:
۷۱۱ نفر کاندیدای ریاست جمهوری می‌شوند که در میان آن‌ها ۴۸ زن وجود دارد که همگی نیز رد صلاحیت می‌شوند. آرزو بیات یکی از این زنان است. اپیزود دوم شروع ماجرای زندگی آرزو بیات است و تلاش او که فقط سه روز فرصت دارد تا خانه‌اش را به صاحب‌خانه تحویل بدهد. بیات برای پیدا کردن سرپناه برای دختر نه ساله و مادر نابینایش به تکاپو می‌افتد و در همان حال وقتی که فرصتی برای استراحت پیدا می‌کند به شرح زندگی اش می‌پردازد؛ این که چرا از همسر اولش جدا شده و اصلاً چرا نامزد ریاست جمهوری شده و ….

## توضیحات
- فیلم در بهمن ماه سال ۱۳۸۱ در تعداد محدودی سینما و برای مدت زمانی کوتاه اکران عمومی شد.

## جوایز
- جایزه بهترین فیلم؛ جهانگیر کوثری، رخشان بنی اعتماد؛ پنجاه و پنجمین جشنواره بین‌المللی فیلم لوکارنو؛ بخش سینمای مستند (۱۳۸۱)